# Liste der Außenlager des KZ Ravensbrück
Die Liste der Außenlager des KZ Ravensbrück führt alle bekannten Außenlager des KZ Ravensbrück (53° 11′ 28″ N, 13° 10′ 6″ O) auf. Dieses bestand von 1938/39 bis 1945 in der brandenburgischen Gemeinde Ravensbrück (heute Fürstenberg/Havel) und war das größte Frauenlager im damaligen Deutschen Reich. Die Außenlager des Konzentrationslagers Ravensbrück umfassten zeitweise das Frauenlager in Auschwitz-Birkenau sowie 13 größere Außenlager im nordöstlichen Raum des Reichsgebietes.
Die Zahl der mehr als 40 Außenlager für weibliche und männliche Häftlinge stieg ab 1942 kontinuierlich an. Die Wehrmacht betrieb ein Drittel der insgesamt 28 mittelgroßen und großen Außenlager, in denen zwischen 250 und 1000 Häftlinge zeitgleich Zwangsarbeit leisten mussten. Private Betreiberfirmen anderer Außenlager waren die Luftfahrtgerätewerk Hakenfelde GmbH (eine Tochtergesellschaft von Siemens), die Ernst Heinkel AG und die Hugo Schneider AG. Hauptsächlich dienten die mittelgroßen und großen Außenlager zur Herstellung verschiedener Munitionsarten und Kriegsproduktion für die Luftrüstung. Zu Beginn des Jahres 1945 befanden sich mindestens ein Drittel aller weiblichen und etwa zwei Drittel aller männlichen Häftlinge des KZ Ravensbrück in einem der 13 größeren Außenlager.

## Liste
| Name                                   | Ort                                              | Beginn        | Ende          | Anmerkungen                                                                                              |
| -------------------------------------- | ------------------------------------------------ | ------------- | ------------- | --- |
| Altdorfer See                          | Krakow am See                                    | 1943          | Apr. 1945     | Zwangsarbeit für Ernst Heinkel Flugzeugwerke                                                             |
|                                        | Altenburg                                        | 31. Juli 1944 | 12. Apr. 1945 | ab 1. September 1944 dem KZ Buchenwald zugeordnet                                                        |
|                                        | Ansbach                                          |               | 10. Apr. 1945 | |
| KZ-Außenlager Barth                    | Barth                                            | 1. Aug. 1943  | 30. Apr. 1945 | (54° 20′ 57,3″ N, 12° 43′ 10,7″ O)                                                                       |
| KZ-Außenlager Belzig                   | Belzig-Roederhof                                 | Aug. 1944     | 2. Mai 1945   | ab 1. Oktober 1944 dem KZ Sachsenhausen zugeordnet (52° 9′ 5″ N, 12° 33′ 36″ O)                          |
|                                        | Bofferdingen im Großherzogtum Luxemburg          |               |               | |
|                                        | Born                                             | 1. Dez. 1942  |               | |
|                                        | Chojna (Königsberg in der Neumark)               |               |               | |
|                                        | Dabelow                                          | 26. Juli 1941 |               | |
|                                        | Dahmshöhe (heute Ortsteil von Fürstenberg/Havel) | 13. Mai 1943  | 21. Okt. 1943 | |
| Sicherheitspolizeischule Drögen        | Fürstenberg/Havel                                | 1. Nov. 1943  | 8. Mai 1945   | bis 31. Oktober 1942 dem KZ Sachsenhausen zugeordnet (53° 9′ 3″ N, 13° 8′ 57,5″ O)                       |
| KZ-Außenlager Eberswalde               | Eberswalde                                       | 5. Sep. 1944  | 22. Apr. 1945 | (52° 50′ 30,2″ N, 13° 46′ 14,8″ O)                                                                       |
|                                        | Feldberg (Mecklenburg)                           |               |               | |
|                                        | Finow                                            |               | 2. März 1945  | |
|                                        | Fürstenberg/Havel                                |               |               | |
|                                        | Genthin                                          | 18. Juni 1943 |               | Lager für Zwangsarbeiterinnen der Silva-Metallwerke; ab 29. Oktober 1944 dem KZ Sachsenhausen zugeordnet |
| KZ-Außenlager Grüneberg                | Grüneberg                                        | 6. März 1943  | 30. Apr. 1945 | (52° 51′ 59,7″ N, 13° 13′ 0″ O)                                                                          |
|                                        | Gut Hartzwalde bei Königsstädt                   |               |               | Gut von Himmlers Leibarzt Felix Kersten                                                                  |
|                                        | Hagenow                                          |               |               | |
| KZ-Außenkommando Hausham               | Hausham                                          |               | 25. Apr. 1945 | vom 5. Oktober 1944 bis 25. April 1945 dem KZ Dachau zugeordnet (47° 44′ 57,6″ N, 11° 47′ 58,2″ O)       |
| KZ-Außenlager Helmbrechts              | Helmbrechts                                      |               | 13. Apr. 1945 | ab 1. September 1944 dem KZ Flossenbürg zugeordnet                                                       |
|                                        | Hohenlychen bei Lychen                           |               |               | |
|                                        | Holýšov (Holleischen)                            | 17. Apr. 1944 | 5. Mai 1945   | ab 1. September 1944 dem KZ Flossenbürg zugeordnet                                                       |
|                                        | Kalisz Pomorski (Kallies)                        | 1. Juli 1944  | 1. Jan. 1945  | |
| Karlshagen I und II                    | Karlshagen                                       | 22. Mai 1943  |               | |
|                                        | Kluczewo, Stargard (Klützow, Stargard)           | 18. März 1943 |               | |
|                                        | Kraslice (Graslitz)                              | 7. Aug. 1944  | 20. Apr. 1945 | ab 1. September 1944 dem KZ Flossenbürg zugeordnet (50° 18′ 55″ N, 12° 31′ 12,9″ O)                      |
|                                        | Leipzig-Schönefeld                               |               | 19. Apr. 1945 | ab 1. September 1944 dem KZ Buchenwald zugeordnet                                                        |
|                                        | Magdeburg-Polte                                  |               | 13. Apr. 1945 | ab 1. September 1944 dem KZ Buchenwald zugeordnet                                                        |
| KZ-Außenlager Malchow                  | Malchow                                          | 1. Jan. 1943  | 1. Mai 1945   | Einsatz im Munitions- und Sprengstoffwerk Malchow                                                        |
|                                        | Mildenberg                                       |               |               | |
|                                        | München                                          |               |               | Zwangsarbeit in der Zentrale des Lebensborn e. V.                                                        |
| KZ-Außenlager Neubrandenburg (Waldbau) | Neubrandenburg                                   | 1. März 1943  | 29. Apr. 1945 | (53° 29′ 52,7″ N, 13° 13′ 42,7″ O)                                                                       |
|                                        | Neustrelitz-Fürstensee                           |               | 30. Apr. 1945 | |
| KZ-Außenlager Neustadt-Glewe           | Neustadt-Glewe                                   | 1. Nov. 1944  | 2. Mai 1945   | (53° 21′ 58,3″ N, 11° 36′ 33″ O)                                                                         |
|                                        | Nová Role (Neurohlau/Neu Rohlau)                 | 7. Dez. 1942  | 18. Apr. 1945 | ab 1. September 1944 dem KZ Flossenbürg zugeordnet (50° 16′ 32,8″ N, 12° 46′ 38,9″ O)                    |
|                                        | Peenemünde                                       | Juni 1943     | Okt. 1943     | Montage der A4-Raketen in der Heeresversuchsanstalt Peenemünde (54° 8′ 53,5″ N, 13° 47′ 38,5″ O)         |
|                                        | Prenzlau                                         |               | 27. Apr. 1945 | |
|                                        | Retzow bei Rechlin                               |               |               | |
|                                        | Rheinsberg                                       |               |               | |
|                                        | Rostock-Schwarzenpfost                           | 1. Juli 1943  | 1. Mai 1945   | |
|                                        | Saßnitz                                          | März 1945     | 3. Mai 1945   | |
| KZ-Außenlager Schlieben                | Schlieben                                        |               | 8. Mai 1945   | ab 1. September 1944 dem KZ Buchenwald zugeordnet (51° 44′ 0″ N, 13° 23′ 0″ O)                           |
|                                        | Schönefeld                                       |               | 20. Apr. 1945 | später dem KZ Sachsenhausen zugeordnet                                                                   |
|                                        | Stargard (Stargard in Pommern)                   | 1. Juli 1943  | 31. Jan. 1945 | |
| Stift St. Lambrecht                    | Sankt Lambrecht                                  | 13. Mai 1943  | 15. Nov. 1944 | ab 1. September 1944 dem KZ Mauthausen zugeordnet (47° 4′ 17,9″ N, 14° 18′ 2,5″ O)                       |
|                                        | Steinhöring                                      | 1. Aug. 1943  | 2. Mai 1945   | |
|                                        | Svatava (Zwodau)                                 | 30. Nov. 1943 | 7. Mai 1945   | ab 1. September 1944 dem KZ Flossenbürg zugeordnet                                                       |
| KZ Uckermark                           | Ravensbrück (heute Fürstenberg/Havel)            | Juni 1942     | 30. Apr. 1945 | Jugendkonzentrationslager für Mädchen und junge Frauen (53° 11′ 16″ N, 13° 10′ 50″ O)                    |
| KZ-Außenlager Velten                   | Velten-Hohenschöpping                            | 1. März 1943  | 20. Apr. 1945 | ab September 1944 dem KZ Sachsenhausen zugeordnet (52° 40′ 13,4″ N, 13° 11′ 46,7″ O)                     |
|                                        | Wiesbaden                                        | 21. Juni 1943 |               | |
|                                        | Wolfen                                           | 14. Mai 1943  | 5. Apr. 1945  | ab 1. September 1944 dem KZ Buchenwald zugeordnet                                                        |
|                                        | Zichow                                           |               |               | [ 4 ] [ 5 ]                                                                                              |